# Macon County, Missouri
Macon County är ett administrativt område i delstaten Missouri, USA, med 15 566 invånare. Den administrativa huvudorten (county seat) är Macon.

## Geografi
Enligt United States Census Bureau har countyt en total area på 2 104 km². 2 082 km² av den arean är land och 23 km² är vatten.

### Angränsande countyn
- Adair County - norr
- Knox County - nordost
- Shelby County - öst
- Randolph County - söder
- Chariton County - sydväst
- Linn County - väst